# Viola chamissoniana
Viola chamissoniana Ging. – gatunek roślin z rodziny fiołkowatych (Violaceae). Występuje endemicznie na Hawajach. W całym swym zasięgu jest gatunkiem zagrożonym. 

## Morfologia
PokrójBylina dorastająca do 4–20 cm wysokości, tworzy kłącza.
LiścieBlaszka liściowa jest gruba, błyszcząca, trójsieczna, złożona z klapek o kształt od owalnie lancetowatego do równowąsko lancetowatego, jest ząbkowana na brzegu, ma sercowatą nasadę i ostry lub tępy wierzchołek. Ogonek liściowy jest nagi i ma 3–9 cm długości. Przylistki są lancetowate.
KwiatyPojedyncze, wyrastające z kątów pędów. Mają działki kielicha o owalnie podługowatym kształcie i dorastające do 10–14 mm długości. Płatki są odwrotnie jajowate, mają białą barwę oraz 13–15 mm długości, dolny płatek 16-20 mm długości, z purpurowymi żyłkami, posiada obłą ostrogę o długości 5-7 mm.
OwoceTorebki mierzące 10-16 mm długości, o elipsoidalnym kształcie.

## Biologia i ekologia
Rośnie w lasach. Występuje na wysokości od 300 do 1900 m n.p.m.

## Zmienność
W obrębie tego gatunku oprócz podgatunku nominatywnego wyróżniono dwa podgatunki:
- V. chamissoniana subsp. robusta (Hillebr.) W.L.Wagner, D.R.Herbst & Sohmer – występuje na Hawajach[8]
- V. chamissoniana subsp. tracheliifolia (Ging.) W.L.Wagner, D.R.Herbst & Sohmer – występuje na Hawajach[9]

## Ochrona i zagrożenia
W całym swym zasięgu jest gatunkiem zagrożonym. Głównym zagrożeniem dla tej rośliny jest wypasanie kozy domowej oraz konkurencja gatunków inwazyjnych, takich jak: Ageratina adenophora, Melinis minutiflora, Morella faya i Schinus terebinthifolius. 